# Sternocoelis sulcaticollis
Sternocoelis sulcaticollis är en skalbaggsart som beskrevs av Maurice Pic 1937. Sternocoelis sulcaticollis ingår i släktet Sternocoelis och familjen stumpbaggar. Inga underarter finns listade i Catalogue of Life.